# Sayonara (film)
Sayonara – amerykański film z 1957 roku w reżyserii Joshui Logana.

## Obsada[1]
- Marlon Brando - major Lloyd "Ace" Gruver, USAF
- Patricia Owens - Eileen Webster
- James Garner - kapitan Mike Bailey, USMC
- Martha Scott - pani Webster
- Miiko Taka - Hana-ogi
- Miyoshi Umeki - Katsumi Kelly
- Red Buttons - Airman Joe Kelly
- Kent Smith - generał Mark Webster
- Reiko Kuba - Fumiko
- Soo Yong - Teruko
- Ricardo Montalbán - Nakamura
- Douglass Watson - pułkownik Crawford